# Rey Curré
El Territorio Indígena Curré es un territorio indígena costarricense y uno de los dos territorios del pueblo boruca o brunca, el otro siendo el territorio indígena Boruca, ambos definidos en 1993. Se ubica en el cantón de Buenos Aires, provincia de Puntarenas, distrito de Boruca. Se habla el español por el 100% de la población y un 15% habla el idioma autóctono brunca si bien la educación primaria es bilingüe.
Lo constituyen diez poblados: Curré centro, Zapotal, Vegas de Chánguena, Coquito, Santa Elena, Cajón Sur, Caña Blancal Sur, Lagarto y San Rafael. Curré centro opera como cabecera del territorio y es accesibile vía carretera interamericana. Su extensión territorial es de unas 10620 hectáreas y tiene una población de unos 1200 habitantes.
Las principales actividades económicas son la agricultura de bovinos, porcinos, equinos y aves de corral, la artesanía y el trabajo asalariado en compañías vecinas. Los principales productos son el maíz, frijol, arroz, tiquizque, plátano y ayote. También se produce la bebida tradicional chicha. El territorio es administrado por la Asociación de Desarrollo Indígena del Territorio Rey Curré. Cuentan con su propio colegio (educación secundaria) instituido por el Ministerio de Educación Pública.

## Demografía
Para el censo de 2011, este territorio tiene una población total de 1089 habitantes, de los cuales 660 habitantes (60,61%) son autoidentificados cómo de etnia indígena.